# 羅斯蒙特 (伊利諾伊州)
羅斯蒙特（英語：Rosemont）是位於美國伊利諾伊州庫克縣的一個村落。过了罗斯蒙特的西界就是繁忙的芝加哥奥黑尔国际机场，因而当地酒店林立。芝加哥地铁蓝线在此地有一个站点，这也是蓝线从机场的奥黑尔站出来后经停的第一站。

## 地理
羅斯蒙特的座標為41°59′27″N 87°52′26″W / 41.99083°N 87.87389°W，而該地最高點為海拔高度194米（即636英尺）。

## 人口
根據2010年美國人口普查的數據，羅斯蒙特的面積為4.64平方千米，當中陸地面積為4.64平方千米，而水域面積為0.00平方千米。當地共有人口4202人，而人口密度為每平方千米905人。